# استخراج مایع-مایع

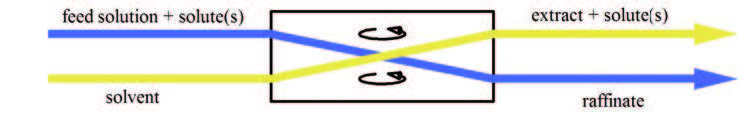
طرح جریان استخراج SX

استخراج مایع-مایع (به انگلیسی: Liquid-liquid extraction LLE) و یا (به انگلیسی: Liquid-liquid extraction SX) روشی برای جداسازی دو یا چند فاز مایع از یکدیگر و یا یک روش برای جداسازی ترکیبات یا اجزاء فلزات بر اساس حلالیت نسبی آنها در دو نوع مایع متفاوت غیر حلال در هم که معمولا یک مایع آب (با خاصیت قطبی) و یک حلال آلی (با خاصیت غیرقطبی) است که در این روش از ویژگی تفاوت در انحلال‌پذیری مواد موجود در خوراک ورودی استفاده می‌شود، به این ترتیب که یک ماده حلال که یکی از مواد موجود در خوراک را بیشتر در خود حل می‌کند،به واحد جداسازی تزریق می‌شود.
حلال پس از جداسازی ماده مورد نظر از واحد خارج و ماده درون آن در واحدی دیگر خارج شده و به این ترتیب ماده مورد نظر با خلوص بالا به دست می‌آید.
انتقال ماده مورد نظر از مایع حلال اولیه (Feed Solution+Solvant) به حلال ثانویه (Solvent) در اثر انرژی شیمیایی انجام می‌گیرد بدین صورت که در پایان مرحله ترکیب دو مایع، تمامی مواد در حالت پایدارتر انرژی (در تراز انرژی پایین‌تر) قرار می‌گیرد.
حلال ثانویه که از ماده حل‌شده غنی شده است را عصاره (Extract) و حلال اولیه را که ماده حل‌شدنی تهی شده است را رفینیت (Raffinate) می‌نامند.
مثلاً در مخلوط آب- استن، کلروفرم استن را استخراج مي کند. در این حالت، آب Carrier، استن Solute و کلروفرم Solvent است.
اگر خوراک حاوي چند جزء حل شوند باشد اجزاء به نسبت هاي مختلف در حلال حل مي شوند اين عمل را استخراج نسبي گويند.
در موارد زیر استفاده از استخراج بر تقطیر ترجیح دارد:
·       تقطیر در دمای بالایی صورت گیرد یا گرمای نهان تبخیر بالا باشد.
·       ضریب فراریت اجزاء نزدیک به یک باشد.
·       جلوگیری از تجزیه حرارتی، مثل جداسازی آنتی بیوتیک ها.
·       وجود شرایط آزئوتروپ.
·       در تقطیر محلول های رقیق هنگامی که آب باید جدا شود عمل استخراج اقتصادی تر است.